# Lupin III.: The First
Lupin III.: The First ist ein japanischer Computeranimationsfilm aus dem Jahr 2019, der auf der Manga-Serie Lupin III von Monkey Punch basiert. Es ist der erste computeranimierte Film innerhalb der Lupin-III-Reihe. Die Regie führte Takashi Yamazaki, der auch das Drehbuch schrieb.

## Handlung
Im von den Nazis besetzten Frankreich vertraut der Archäologe Professor Bresson seiner Familie sein Tagebuch und ein Amulett an, das den Schlüssel zum Buch enthält. Das Tagebuch soll der Wegweiser zu einem immensen Schatz namens Eclipse sein, den eine Gruppe von Nazis, die für Ahnenerbe arbeiten, sucht. Bresson wird wenig später von den Nazis getötet. Seine Familie schafft es zu fliehen, wird jedoch von Professor Lambert und den Nazis verfolgt. Bressons Familie flieht von den Nazis und kommt bei einem Autounfall ums Leben. Den Unfall überlebt nur die kleine Tochter. Lambert stiehlt am Unfallort das Amulett, kann aber das Tagebuch nicht finden, das während der Flucht verloren gegangen ist.
Jahrzehnte später, in den 1960er Jahren, taucht das Tagebuch während einer Gedenkausstellung zu Ehren Bressons wieder auf. Lupin III. versucht, das Buch zu stehlen, was sein Großvater erfolglos vor ihm versucht hatte. Er wird jedoch von Zenigata verhaftet.
Auf dem Weg ins Polizeigewahrsam wird Lupin von seinen Freunden Jigen und Goemon befreit und schleicht sich in die Wohnung der falschen Polizistin aus der Gedenkausstellung, einer angehenden Studentin für Archäologie namens Laetitia Lambert. Er überreicht ihr die Medaille, die mit der von Professor Lambert gestohlenen identisch ist, die sein Großvater ihm hinterlassen hatte. Laetitia kontaktiert Lambert, der wiederum ihr Großvater ist, und ihr befahl, das Buch überhaupt zu stehlen. Lambert sagt ihr, sie solle Lupin und das Amulett zu ihm bringen, im Austausch dafür, darf sie an die Boston University gehen, um Archäologie zu studieren.
Fujiko liefert das Tagebuch an eine Gruppe von Ahnenerbe-Flüchtlingen, die nach der Eclipse suchen, darunter Lambert und ihr Anführer Geralt. Geralt entdeckt jedoch schnell Fujikos Doppelzüngigkeit und lässt sie festnehmen. Laetitia führt Lupin zu Lamberts Versteck, einem maßgeschneiderten Transportflugzeug, wo sie das Buch und das Gegenstück zu Lupins Amulett finden. Lupin gelingt es, das Tagebuch zu öffnen, und die beiden erfahren, dass die Eclipse eine Waffe ist, die von einer hoch entwickelten verlorenen Zivilisation zurückgelassen wurde und in den Ruinen von Teotihuacan versteckt ist. Da er weiß, dass Laetitia ihn in eine Falle geführt hat, gibt sich Lupin bereitwillig Geralt und Lambert hin. Fujiko benutzt Lupin als Ablenkung, um alleine zu entkommen. Lupin schleicht sich zurück ins Flugzeug und lauscht Geralt und Lambert und erfährt dabei, dass sie nach Adolf Hitler suchen, der Berichten zufolge seinen Tod vorgetäuscht hat und im Herbst 1945 von Berlin nach Brasilien geflohen ist und nun beabsichtigt, Eclipse zur Wiederbelebung des Dritten Reiches zu nutzen. Als Laetitia, die auch das Gespräch mitgehört hat, die beiden Männer konfrontiert, wirft Geralt sie aus dem Flugzeug. Lupin schnappt sich heimlich das Tagebuch und das Amulett und springt ihr hinterher, und er und Laetitia werden dann von Fujiko, Jigen und Goemon gerettet. In der Wüste gestrandet, schickt Lupin Zenigata seinen Standort und stiehlt später seinen Interpol-Hubschrauber. Zenigata schafft es, wieder an Bord zu kommen, und nachdem er von den Einsätzen erfahren hat, schließt er sich mit Lupins Bande und Laetitia zusammen, um den Plan Geralts und Lamberts zu vereiteln.
Während eines Zwischenstopps enthüllt Lupin Laetitia, dass sie Bressons Enkelin ist und Lambert sie adoptiert hat, nur um das Tagebuch und die Eclipse in die Hände zu bekommen. Er entdeckt auch, dass sein Großvater Bresson tatsächlich geholfen hatte, die Eclipse zu finden.
Geralt und Lambert finden das Versteck, sind aber nicht in der Lage, ohne das Tagebuch an ihren Fallen vorbeizugehen, was sie zwingt, dorthin zurückzukehren, wo sie Lupin verlassen haben. Lupins Team nutzt ihre Abwesenheit aus und schafft es über die Hindernisse hinaus, ist dann aber gezwungen zu entdecken, dass der Rückzug ihrer Feinde nur eine List war, um ihnen den Weg zu ebnen. Lambert und Geralt aktivieren die Eclipse, die sie und Laetitia zurück an die Oberfläche trägt, aber Lupins Team fängt sie ab, bevor sie entkommen können, und versenkt Lamberts Flugzeug. Lambert benutzt die Eclipse, um das Flugzeug wieder zum Fliegen zu bringen, und aktiviert ein mikroschwarzes Loch, um Lupins Team zu beenden; er glaubt, dass sie tot und betrunken von Macht sind, beansprucht er das Gerät für sich selbst und verbrennt das Tagebuch. Als er sich darauf vorbereitet, die Eclipse zu nutzen, um Berlin zu zerstören, kämpft Geralt gegen ihn; als Laetitia die Kontrolle über das Gerät übernimmt, schießt Geralt auf sie, aber Lambert nimmt die Kugel für sich, um Laetitia zu schützen, er stirbt. Gleich danach erhält Geralt die Nachricht, dass Hitler gefunden wurde, und bringt die Eclipse und Laetitia zu ihm.
Als Geralt im Hauptquartier von Ahnenerbe ankommt, trifft er sich mit Hitler und die beiden fahren auf die Eclipse, um ihre Fähigkeiten zu testen. Zurückgelassen, entdeckt Laetitia, dass Lupins Bande Geralt mithilfe von Zenigata und Interpol an die Basis geschlagen hat, und Lupin sich als Hitler verkleidet hat. Zurück auf der Eclipse enthüllt sich Lupin Geralt und dieser greift ihn an, aber Lupin manipuliert die Eclipse-Steuerung, um ein mikro schwarzes Loch direkt in der Eclipse freizusetzen. Geralt wird in das Loch gesaugt und verschwindet für immer, während Lupin entkommt. Nach einem liebevollen, aber übereilten Abschied von Laetitia – und der Schenkung ihrer Einschreibung an die Boston University, was er für sie heimlich abgeschickt hatte – verabschiedet sich Lupin von Laetitia, um mit seinen Freunden der Polizei angeführt von Zenigata zu entkommen.

## Synchronisation

Peter Flechtner leiht Lupin in der deutschen Fassung erneut seine Stimme.

Die deutsche Synchronisation fand bei der Oxygen Sound Studios GmbH in Berlin statt. Karin Lehmann führte die Dialogregie und schrieb das Dialogbuch.
| Rolle                       | Originalsprecher (Seiyū) | Deutscher Sprecher |
| --------------------------- | ------------------------ | ------------------ |
| Arsène Lupin III            | Kanichi Kurita           | Peter Flechtner    |
| Daisuke Jigen               | Kiyoshi Kobayashi        | Tilo Schmitz       |
| Fujiko Mine                 | Miyuki Sawashiro         | Sarah Riedel       |
| Goemon Ishikawa             | Daisuke Namikawa         | Peter Reinhardt    |
| Koichi Zenigata             | Kouichi Yamadera         | Stefan Staudinger  |
| Laetitia Lambert            | Suzu Hirose              | Lina Rabea Mohr    |
| Prof. Lambert               | Kōtarō Yoshida           | Axel Lutter        |
| Geralt                      | Tatsuya Fujiwara         | David Turba        |
| Prof. Bresson               | Kazuaki Ito              | Elmar Gutmann      |
| Laetitias Vater             | Takeshi Hayakawa         | Patrick Giese      |
| Hans                        | Osamu Taira              | Joachim Kaps       |
| Lupin verkleidet als Hitler | Mitsuru Takakuwa         | Andreas Müller     |

## Kritiken
Der Film konnte bislang 95 Prozent aller Kritiker bei Rotten Tomatoes überzeugen und erhielt hierbei eine durchschnittliche Bewertung von 7 der möglichen 10 Punkte. Auf Metacritic erhielt der Film einen Metascore von 63 von 100 möglichen Punkten.
Die Variety-Rezension von Maggie Lee betonte, dass der Film bei seinen Wurzeln geblieben sei: „Diesen Film in den frühen 60er Jahren zu spielen, spielt nicht nur seine Stärken aus, sondern bewahrt auch das Ambiente des Originals in architektonischen, Fahrzeug- und Panoramadesigns und emuliert das intensive und lebendige Farbschemata der französisch-belgischen Bandes Dessinées der Nachkriegszeit.“ In Bezug auf die Animation heißt es in der Rezension: „Ein großer Auftritt wird in elegantem, atemberaubendem Stil inszeniert, von Kronleuchter-Gymnastik bis zu einer Verfolgungsjagd auf dem Dach, alles mit atemloser balletischer Anmut, die auch die Pariser Stadtlandschaften der damaligen Zeit in romantischer Pracht enthüllt.“ Das abschließende Urteil lautete: „Diese aufwändige, technisch ausgefeilte animierte Kapriole mit dem geliebten Gentleman-Dieb des japanischen Mangas bietet hochkarätige Unterhaltung, geht aber mit dem Kanon auf Nummer sicher.“